# Jetée de Paignton
Pour les articles homonymes, voir Pier.

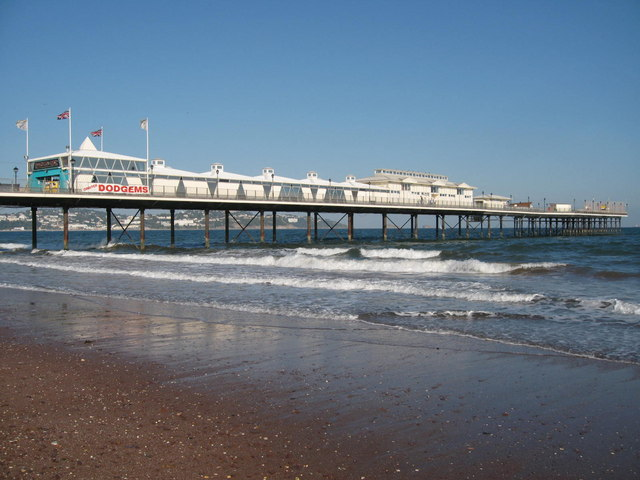
Paignton Pier

La jetée de Paignton (Paignton Pier) est une jetée aménagée située dans la station balnéaire de Paignton dans le Devon.
D'une longueur de 240 mètres, elle a été construite en 1878 par Arthur Hyde Dendy avec deux pavillons, celui en tête de jetée  faisant office de salle de spectacles polyvalente pour le music-hall, le théâtre lyrique, la danse. Il ouvre au public en juin 1879. En 1919 la tête de jetée fut détruite dans un incendie. En 1940, elle est réquisitionnée par le ministère de la défense comme rempart défensif contre une possible invasion allemande. En 1980, un grand projet de développement du site fut mis en chantier. 